# 뉴 오더
뉴 오더(New Order)는 1980년 맨체스터에서 결성된 영국의 뉴 웨이브, 신스팝 밴드이다. 전설의 포스트 펑크 밴드인 조이 디비전을 전신으로 한다. 동시대 다른 뮤지션들에 앞서 수년간 전자적 특성과 언더그라운드 클럽 문화의 디스코 리듬을 받아들여, 80년대 가장 영항력 있는 밴드 중 하나로 인정받는다.

## 발자취

### 데뷔 전
1976년 보컬리스트인 이언 커티스와 더불어 포스트 펑크 밴드 조이 디비전을 결성한 그들은 앨범 한 장을 내며 호평을 받으며 활동했으나 1980년 5월에는 중심 인물이었던 이언 커티스가 목을 매 자살한다. 그리고 나머지 멤버 3명이 가디언의 기사 제목에서 따온 뉴 오더라는 이름으로 활동을 재개한다.

### 뉴 오더의 시작
81년 3월에 싱글 "Ceremony", 그 해 11월 데뷔 앨범 『Movement』를 발매한다. 82년, 모리스의 여자 친구인 질리언 길버트를 키보디스트로서, 멤버에 추가한다. 그러다가 그들의 새로운 시도였던 디지털 댄스 비트 사운드가 "Temptation", "Blue Monday" 《영국 팝 음악 역사상 최다 판매 12인치 싱글로 기록된다.》 등으로 큰 성과로 나타나, 그들의 새로운 방향을 설정했다. 그 후,『Power Corruption & Lies』(83년),『Low-Life』 (85년),『Brotherhood』(86년)로 인기를 얻으면서 명작을 발표했다. 87년 2장의 편집반 『Substance』(1987)를 발매하는 무렵에는 80년대를 대표하는 위대한 그룹으로 성장했다.
최근에는 앨범 출시 간격도 느긋해져, 89년 『Technique』를 발매하고, 93년 발표한 히트 앨범『Republic』까지 밴드는 개별 활동이 두드러지면서, 밴드로서는 거의 해산 상태에 있었다. 그리고 1994년 베스트 앨범을 발표한다. 이 앨범을 위해 밴드는 스튜디오에 들어가, New Order의 클래식 트랙 4곡을 다시 녹음했다. "True Faith", "Bizarre Love Triangle", "1963", "Round & Round"가 선택되어, 원곡에 충실하게, 새로운 생명을 부여했다. 그럼에도, 베스트 앨범 발표 후, 밴드로서의 활동을 중단하고 만다.

### 개별 활동
버나드 섬너는 스미스 출신 조니 마와 짝을 이룬 "Electronic"에서 활동하며, 91년, 96년, 99년에 앨범을 발표한다. 피터 훅은 자신의 밴드 "Revenge"를 발전시킨 "Monaco"로서 앨범을 97년에 발표했다. 그밖에, 스티븐 모리스와 질리언 길버트는, "The Other Two"로서 93년, 99년에 앨범을 발표한 바 있다.
그러던 중 98년, 갑자기 밴드는 레딩 페스티벌 무대에 섰다. 99년, 새 앨범을 위한 제작을 개시한다. 2000년 3월에는 영화 "더 비치"의 사운드 트랙에 무려 8년만에 신곡 "Brutal"을 제공한다. 잇달아 2001년 7월 새 싱글 "Crystal" 발매, 8월 후지 록 페스티벌에 출연, 9월 새 앨범 『Get Ready』 발매로 전설의 밴드 뉴 오더는 완전 부활한다. 여기서는, 기존보다 기타 사운드를 전면에 내세운 작품이 되었다. 스매싱 펌킨스의 빌리 코건이 "Turn My Way" 녹음에 참여했으며, 앨범 발표 후 투어에서 지원 멤버로 무대에 선다. 또한 이 앨범을 마지막으로 질리언 길버트가 탈퇴하고 지원 멤버였던 마리온 출신 필 커닝엄을 정식 멤버로 맞이할 수 있었다. 2005년 6월 최신 앨범 『Waiting For The Sirens 'Call』를 발매해, 후지 록 페스티벌 (2005년)에서는 마지막 날 그린 스테이지 라이브의 대미를 맡았다.

### 해체 위기
2007년 5월, 피터 훅은 여러 매체에서 "버나드 섬너와 함께 하고 있지 않다"며 "뉴 오더는 해산했다"고 발표했다. 한편, 섬너와 모리스는 영국의 BBC News에 보낸 문서를 통해 정식으로 "해산하지 않고 앞으로도 2명으로 활동을 이어 간다"고 사실상 훅은 탈퇴했다는 인식을 분명히 했다.
2009년, 버나드 섬너, 필 커닝엄과 무명의 신인 제이크 에반스와 함께 새로운 밴드 "Bad Lieutenant"를 결성한다. 녹음은 블러의 알렉스 제임스 외에, 조이 디비전 시절부터 오랜 친구인 스티븐 모리스도 참여한다.

### 재결성
2011년 9월, New Order로 재결성 라이브를 실시하는 것이 발표되었다. 또한 질리언 길버트가 복귀하지만, 피터 훅이 참여하지 않는 것이 밝혀졌다. 라이브에서는 훅의 대역으로 '배드 루테넌트'의 레코딩에 참여한 톰 채프먼이 베이스를 담당했다. 훅은 멤버에서 제외된 것에 대해 밴드를 비판하는 성명을 발표했다.
밴드는 2012년 들어서도 라이브 활동을 계속하고 영국 투어와 더불어, 일본의 서머 소닉과 한국의 슈퍼! 소닉에서의 공연도 마쳤다. 그 전에, 2011년 질리언 길버트가 공연 홍보 목적으로 브라질 상파울루의 한 언론과의 인터뷰에서, 『Lost Sirens』 앨범에 대해 언급한 바 있는데, 피터 훅이 탈퇴하면서, 저작권 문제로 발매 시기가 늦어졌다고 해명했다.

## 음반 목록

### 정규 음반
| 연도 | 제목                         |
| ---- | ---------------------------- |
| 1981 | Movement                     |
| 1983 | Power, Corruption & Lies     |
| 1985 | Low-Life                     |
| 1986 | Brotherhood                  |
| 1989 | Technique                    |
| 1993 | Republic                     |
| 2001 | Get Ready                    |
| 2005 | Waiting for the Sirens' Call |
| 2013 | Lost Sirens                  |
| 2015 | Music Complete               |